# أديلايد، كونتيسة بورغندي
أديلايد (توفيت. 8 مارس 1279؛إيفيان) كانت في القانون كونتيسة بورغندي، وأيضا أصبحت كونتيسة سافوي وبرس من خلال زواجها من فيليب الأول، كونت سافوي.
هي أبنة أوتو الأول، دوق ميرانيا وبياتريس الثانية، كونتيسة بورغندي، ورثت الكونتية بعد وفاة شقيقها أوتو الثالث في 1248، وكانت في صراع مع الملك رودولف الأول.
تزوجت أولا من هيو دي شلون هو من خط أسرة إيفريا (الحاكمة السابقة في بورغندي)؛ أنجبت له سبعة أبناء من بينهم وريثها وفي المستقبل أوتو الرابع، ثم تزوجت من بعده من فيليب الأول، كونت سافوي الذي كان في السابق رئيس أساقفة ليون، ليس لديهم أبناء.